# Unione Sportiva Pro Livorno 1945-1946
Questa voce raccoglie le informazioni riguardanti la Unione Sportiva Pro Livorno nelle competizioni ufficiali della stagione 1945-1946.

## Stagione
Il primo campionato del secondo dopoguerra non è a girone unico. Con le linee di comunicazione disastrate è meno disagevole far disputare due tornei di squadre miste di Serie A e B, al Nord ed al Centro Sud, poi le migliori si affronteranno in un girone finale. Nel frattempo la vecchia U.S. Livorno, rimasta inattiva fin dal 1943, nell'aprile 1945 viene assorbita dalla rifondata compagine biancoverde della Società Sportiva Pro Livorno che mantiene le casacche biancoverdi anche dopo la fusione (con la mera aggiunta di uno scudetto amaranto al centro) e nel frattempo intavola trattative per una ulteriore fusione con la società amaranto dell'U.S. Livorno 1944, la quale, pur non detenendone il titolo sportivo (acquisito dalla Pro), rivendica l'eredità del vecchio Livorno avendone assunto i colori e la denominazione (con la mera aggiunta del "1944"). Nell'assemblea del 5 agosto 1945 viene stabilito che la nuova società sorta dalla fusione avrebbe assunto la denominazione U.S. Pro Livorno e gli storici colori amaranto.
Agli ordini del tecnico Enrico Carpitelli la Pro, con divise amaranto e di riserva biancoverdi, conta su molti vicecampioni del 1942-43, mancano solo Del Bianco, Tori e Traversa. Il presidente Paggini ha progetti ambiziosi e dopo alcuni passi falsi esonera Carpitelli e richiama Ivo Fiorentini. Gli amaranto arrivano quarti nel campionato misto del Centro-Sud, beffando la Fiorentina per l'accesso al girone finale. Gli squadroni del Nord si sono però attrezzati a dovere e la squadra livornese non è all'altezza di ritentare il "quasi miracolo" di due anni prima. Nel gruppo finale a 8 squadre, valevole per l'assegnazione del titolo, la Pro Livorno termina al 7º posto, con 10 punti.

## Rosa
| N. |                   | Ruolo | Calciatore          |
| -- | ----------------- | ----- | ------------------- |
|    | Italia (bandiera) | P     | Renato Giudici      |
|    | Italia (bandiera) | P     | Porthus Silingardi  |
|    | Italia (bandiera) | D     | Ermelindo Lovagnini |
|    | Italia (bandiera) | D     | Eto Soldani         |
|    | Italia (bandiera) | D     | Mauro Tuccini       |
|    | Italia (bandiera) | C     | Elia Bartolini      |
|    | Italia (bandiera) | C     | Ostilio Capaccioli  |
|    | Italia (bandiera) | C     | Umberto Mannocci    |
|    | Italia (bandiera) | C     | Dino Mazzi          |
|    | Italia (bandiera) | C     | Leo Picchi          |
|    | Italia (bandiera) | C     | Leonetto Spagnoli   |

| N. |                   | Ruolo | Calciatore               |
| -- | ----------------- | ----- | ------------------------ |
|    | Italia (bandiera) | C     | Mario Zidarich (I)       |
|    | Italia (bandiera) | A     | Marcello Bonaccorsi (II) |
|    | Italia (bandiera) | A     | Angelo Cattaneo          |
|    | Italia (bandiera) | A     | Pietro Degano            |
|    | Italia (bandiera) | A     | Teresio Piana            |
|    | Italia (bandiera) | A     | Renato Raccis            |
|    | Italia (bandiera) | A     | Emo Roffi                |
|    | Italia (bandiera) | A     | Mario Stua               |
|    | Italia (bandiera) | A     | Franco Viviani           |
|    | Italia (bandiera) | A     | Otello Voliani           |
|    | Italia (bandiera) | A     | Antonio Zidarich (II)    |

## Risultati

### Campionato

#### Girone di andata
| Arbitro: | Gamba (Napoli) |

|  |           |                               |
|  | Marcatori | 42’ (aut.) Valenti 47’ Raccis |

| Livorno 28 ottobre 1945 2ª giornata | Pro Livorno     | 0 – 0 | Siena | Stadio Ardenza\| Arbitro: \| Cappucci (Roma) \| |
| Arbitro:                            | Cappucci (Roma) |       |       |                                                 |

Nella terza giornata disputata il 4 novembre 1945 la Pro Livorno ha avuto il turno di riposo.
| Arbitro: | Bernardi (Bologna) |

|            |           |           |
| Degano 38’ | Marcatori | 3’ Urilli |

| Arbitro: | Cappucci (Roma) |

|            |           |  |
| Noseda 18’ | Marcatori |  |

| Arbitro: | Dattilo (Roma) |

|            |           |  |
| Busani 44’ | Marcatori |  |

| Arbitro: | Maurelli (Roma) |

|                  |           |  |
| Piana 7’ 16’ 55’ | Marcatori |  |

| Arbitro: | Vannini (Bologna) |

|                                         |           |                  |
| Stua 10’ Degano 28’ Roffi 44’ Piana 64’ | Marcatori | 69’ Di Benedetti |

| Arbitro: | Scotti (Taranto) |

|            |           |           |
| Varoli 81’ | Marcatori | 2’ Degano |

| Arbitro: | Dattilo (Roma) |

|                            |           |            |
| Biagiotti 38’ Menti II 62’ | Marcatori | 25’ Raccis |

| Arbitro: | Stampacchia (Napoli) |

|            |           |  |
| Raccis 73’ | Marcatori |  |

#### Girone di ritorno
| Arbitro: | Pizziolo (Firenze) |

|                |           |  |
| Capaccioli 71’ | Marcatori |  |

| Arbitro: | Gamba (Napoli) |

|            |           |                      |
| Polack 59’ | Marcatori | 70’ Raccis 89’ Piana |

Nella 14ª giornata di campionato il 3 febbraio 1946 la Pro Livorno ha osservato il turno di riposo.
| Arbitro: | Gamba (Napoli) |

|                            |           |                           |
| Schiavetti 15’ Krieziu 46’ | Marcatori | 20’ Piana 34’ Zidarich II |

| Arbitro: | Maurelli (Roma) |

|                                              |           |                       |
| Zidarich I 9’ Zidarich II 47’ Raccis 58’ 81’ | Marcatori | 12’ Tozi 54’ Perugini |

| Arbitro: | Dattilo (Roma) |

|              |           |  |
| Cattaneo 28’ | Marcatori |  |

| Salerno 3 marzo 1946 18ª giornata | Salernitana   | 0 – 0 | Pro Livorno | Stadio Comunale\| Arbitro: \| Gemini (Roma) \| |
| Arbitro:                          | Gemini (Roma) |       |             |                                                |

| Arbitro: | Dattilo (Roma) |

|                  |           |  |
| Di Benedetti 87’ | Marcatori |  |

| Arbitro: | Costantini (Pescara) |

|                                                        |           |  |
| Piana 38’ Picchi I 50’ Piana 63’ Zidarich I 87’ (rig.) | Marcatori |  |

| Arbitro: | Dattilo (Roma) |

|            |           |         |
| Raccis 23’ | Marcatori | 31’ Gei |

| Arbitro: | Cappucci (Roma) |

|               |           |                        |
| Guarnieri 65’ | Marcatori | 5’ Raccis 82’ Picchi I |

### Girone Finale

#### Girone di andata
| Arbitro: | Gemini (Roma) |

|                                                             |           |                             |
| Muci 28’ 44’ Achilli 46’ Candiani 48’ Barsanti 61’ Muci 67’ | Marcatori | 27’ Zidarich I 74’ Picchi I |

| Arbitro: | Zelocchi (Modena) |

|          |           |            |
| Stua 22’ | Marcatori | 78’ Amadei |

| Arbitro: | Carpani (Milano) |

|                                                               |           |           |
| Sentimenti III 32’ Conti 52’ Borel II 62’ Rava 70’ Coscia 80’ | Marcatori | 8’ Raccis |

| Arbitro: | Gamba (Napoli) |

|          |           |  |
| Stua 32’ | Marcatori |  |

| Bari 26 maggio 1946 5ª giornata | Bari          | 0 – 0 | Pro Livorno | Stadio della Vittoria\| Arbitro: \| Gemini (Roma) \| |
| Arbitro:                        | Gemini (Roma) |       |             |                                                      |

| Arbitro: | Cappucci (Roma) |

|                                    |           |  |
| Verrina 3’ Barbieri 47’ 65’ (rig.) | Marcatori |  |

| Arbitro: | Bonivento (Venezia) |

|  |           |                                       |
|  | Marcatori | 53’ Santagiuliana 59’ 71’ Ferraris II |

#### Girone di ritorno
| Arbitro: | Agnolin (Bassano del Grappa) |

|                    |           |  |
| Girotti 47’ (aut.) | Marcatori |  |

| Arbitro: | Silvano (Torino) |

|                                             |           |                       |
| Lovagnini 23’ (aut.) Amadei 41’ Krieziu 64’ | Marcatori | 37’ (rig.) Zidarich I |

| Arbitro: | Zelocchi (Modena) |

|  |           |                         |
|  | Marcatori | 11’ Conti 34’ 69’ Magni |

| Arbitro: | Fois (Roma) |

|               |           |  |
| Puricelli 83’ | Marcatori |  |

| Arbitro: | Scotto (Savona) |

|                                 |           |  |
| Degano 68’ Raccis 72’ Piana 90’ | Marcatori |  |

| Arbitro: | Scotti (Taranto) |

|                      |           |                 |
| Raccis 40’ Mazzi 82’ | Marcatori | 52’ (rig.) Rosi |

| Arbitro: | Gemini (Roma) |

|                                                                                                  |           |              |
| Gabetto 14’ 40’ 41’ Castigliano 46’ Grezar 48’ Loik 69’ Ballarin 73’ Castigliano 88’ Mazzola 89’ | Marcatori | 18’ Picchi I |

## Statistiche

### Statistiche di squadra
| Competizione                        | Punti | Totale | Totale | Totale | Totale | Totale | Totale |
| Competizione                        | Punti | G      | V      | N      | P      | Gf     | Gs     |
| ----------------------------------- | ----- | ------ | ------ | ------ | ------ | ------ | ------ |
| Divisione Nazionale - Centro-Sud    | 26    | 20     | 10     | 6      | 4      | 30     | 15     |
| Divisione Nazionale - Girone finale | 10    | 14     | 4      | 2      | 8      | 13     | 35     |
| Totale                              | 36    | 34     | 14     | 8      | 12     | 43     | 50     |